# Roland Cosandey
Roland Cosandey ist ein Schweizer Filmhistoriker. Er ist als Dozent an den Kunsthochschulen Lausanne und Luzern tätig.

## Werke
- Rétrospective Powell & Pressburger. Editions du Festival de Locarno, 1982
- Un film est un film: Historiographie du cinéma et conservation du film. Zeitschrift für schweizerische Archäologie und Kunstgeschichte 42 (1985), S. 35–46, doi:10.5169/seals-168607
- L’activité cinématographique en Suisse romande 1919-1939. In: 19–39: La Suisse romande entre les deux guerres. 1986, S. 237–271
- Welcome home, Joye! Film um 1910: Aus der Sammlung Joseph Joye (NFTVA, London). Basel 1993, ISBN 3-87877-761-2
- Cinéma 1900: Trente films dans une boîte à chaussures. Lausanne, Éditions Payot, 1996
- Du bon usage du patrimoine cinématographique en Suisse: La Peste rouge (Suisse, 1938), Vous avez la mémoire courte (France, 1942), Guglielmo Tell (Italie, 1911). In: Rüstung und Kriegswirtschaft 1997, S. 255–290
- Fragments pour une histoire du cinéma amateur en Suisse. Lausanne, Association pour le patrimoine naturel et culturel du canton de Vaud, 2005
- Happy birthday, Kino Borri: Das erste Basler Kino ist 100 Jahre alt. Zürich, Schweizerische Jesuitenprovinz, 2006 (mit Ella Kienast)
- Histoires de cinéma: Territoires, thèmes et travaux. In: Revue historique vaudoise, Bd. 115 (2007), S. 9–197 (mit Pierre-Emmanuel Jaques)
- Paillard, Bolex, Boolsky: La caméra de Paillard & Cie SA: Le cinéma de Jacques Boolsky. Yverdon-les-Bains, Editions de la Thièle, 2013 (mit Thomas Perret)

## Auszeichnungen
Roland Cosanday wurde anlässlich der 25. Stummfilmtage von Pordenone im Jahr 2006 mit dem Jean-Mitry-Preis ausgezeichnet.